# Cristiana Girelli
Cristiana Girelli (ur. 23 kwietnia 1990 w Gavardo) – włoska piłkarka, grająca na pozycji napastnika.

## Kariera piłkarska

### Kariera klubowa
W 2005 rozpoczęła karierę piłkarską w Calcio Femminile Bardolino Verona. Latem 2013 roku podpisała kontrakt z Brescią Femminile. W lipcu 2018 przeniosła się do Juventusu Women.

### Kariera reprezentacyjna
26 września 2013 debiutowała w narodowej reprezentacji Włoch w meczu przeciwko Rumunii. Wcześniej broniła barw juniorskiej reprezentacji.

## Sukcesy i odznaczenia

### Sukcesy piłkarskie
CF Bardolino Verona
- mistrz Włoch: 2004/05; 2006/07; 2007/08; 2008/09
- wicemistrz Włoch: 2005/06, 2009/10, 2011/12
- zdobywca Pucharu Włoch: 2005/06; 2006/07; 2008/09
- finalista Pucharu Włoch: 2007/2008, 2012/2013
- zdobywca Superpucharu Włoch: 2005; 2007; 2008
- finalista Superpucharu Włoch: 2006, 2009

ACF Brescia
- mistrz Włoch: 2013/14, 2015/16
- wicemistrz Włoch: 2014/15
- zdobywca Pucharu Włoch: 2014/15, 2015/16
- finalista Pucharu Włoch: 2016/17, 2017/18
- zdobywca Superpucharu Włoch: 2014, 2015, 2016, 2017